# آبشار شاسوی
آبشار شاسوی (به انگلیسی: Shasui Falls) آبشاری است که در استان کاناگاوا، ژاپن واقع شده و ارتفاع کلی ریزشگاه آن ۹۰ متر است.